# Éva Henger
Éva Henger (Győr; 2 de noviembre de 1972) es una modelo y ex-actriz pornográfica húngara naturalizada italiana.

## Biografía
Apenas con diecisiete años es elegida Miss Hungría Joven 1989 y Miss Alpe Adria 1990 en Austria. Entra en el mundo de la moda, como modelo de fotográfica.
En 1990 ella fue a Italia y pronto llegó a ser la novia del productor pornográfico Ricardo Schicchi. Éva se casó con Schicchi y tuvieron dos hijos en común (Mercédesz Henger y Riccardo Schicchi Jr.). Éva Henger ganó popularidad por sus espectáculos de estriptis y muy pocas apariciones en película adultas. Progresivamente se fue adentrando en el mundo de la pornografía.
Éva Henger es muy popular en Italia, donde ella ha obtenido su propio talkshow en el canal nacional de televisión de la Rai Uno. Además, obtuvo un pequeño papel en el film Gangs of New York.
Éva lanza todos los años un calendario actualizado, brindando sus mejores fotografías a sus fanáticos.